# Edmund Kaufmann
Edmund Kaufmann (* 13. Februar 1893 in Sandhausen bei Heidelberg; † 12. November 1953 in Stuttgart) war ein deutscher Politiker (zunächst ZENTRUM, später CDU und FDP/DVP).

## Leben
Nach dem Studium der Rechtswissenschaft und Promotion schlug Kaufmann die Verwaltungslaufbahn ein. 1923 wurde er zum Bürgermeister der Stadt Singen (Hohentwiel) gewählt. 1928 erfolgte die Wahl in den badischen Landtag für das ZENTRUM. Beide politischen Ämter musste er nach der Machtergreifung der Nationalsozialisten 1933 aufgeben.
Nach dem Zweiten Weltkrieg war Kaufmann Mitbegründer der CDU in Rheinland-Pfalz und wurde zum Regierungspräsidenten in Mainz ernannt, dann wurde er Ministerialdirektor im Wirtschaftsministerium des damaligen Landes Württemberg-Baden. Nachfolger als Regierungspräsident wurde Georg Rückert. 1949 wurde Kaufmann dessen Finanzminister und zugleich Landesbezirkspräsident des Landesteils Nordbaden. Ab 1950 gehörte er dem Landtag von Württemberg-Baden bis zur Auflösung des Landes 1952 an. 1951 musste Kaufmann sein Ministeramt an Karl Frank abgeben, welcher der Demokratischen Volkspartei (DVP), der Partei des seinerzeitigen Ministerpräsidenten Reinhold Maier angehörte. Kaufmann wurde anschließend Präsident des Badischen Sparkassenverbandes.
1952 trat Kaufmann aus der CDU aus und in die FDP/DVP ein. Im selben Jahr wurde er in die Verfassunggebende Landesversammlung für den neuen Südweststaat Baden-Württemberg gewählt, doch legte er dieses Amt am 16. Juni 1953 aus gesundheitlichen Gründen nieder. Von 1952 bis 1953 gehörte er auch dem vorläufigen Kabinett von Ministerpräsident Reinhold Maier als Parlamentarischer Staatssekretär für die Ausarbeitung und Vollziehung der Verfassung an. Kurz nach seinem Ausscheiden aus diesem Amt starb Kaufmann im Alter von 60 Jahren in Stuttgart.
Der Rechtsphilosoph Arthur Kaufmann war sein Sohn.